# Calvert County
Calvert County is een county in de Amerikaanse staat Maryland.
De county heeft een landoppervlakte van 557 km² en telt 74.563 inwoners (volkstelling 2000). De hoofdplaats is Prince Frederick.